# Salzburg
 Salzburg ? er en by i det vestlige Østrig og er hovedstad i forbundslandet Salzburg.
Byen er kendt for sin barok-arkitektur, sin historie og som en adgangsvej til Alperne. Salzburg blev i 1996 optaget på UNESCOs Verdensarvsliste.

## Beliggenhed
Byen ligger ved Salzach-flodens bredder ved Alpernes nordlige grænse. Den nærmeste alpetop – det 1.972 m høje Untersberg – ligger kun få kilometer fra byens centrum. Den indre by, eller gamle by, er præget af tårne i barokstil og af mange kirker. I området ligger to andre mindre bjerge, Mönchsberg og Kapuzinerberg. Byen ligger ca. 150 km øst for München og ca. 300 km vest for Wien.

## Tidlig historie
De første bosættelser ved Salzburg var keltiske. Omkring 15 f.Kr. samledes disse bosættelser til én by af romerne. Denne by kaldtes Juvavum og fik status som romersk municipium i 45. Juvavum blev en vigtig by i den romerske provins Noricum.
Byen blev romersk-katolsk bispesæde omkring 700. Byens økonomiske velstand var i denne periode baseret på saltminer. Salz er det tyske ord for salt, så byens navn betyder ”saltborgen”. I 1077 blev byens borg, Festung Hohensalzburg, bygget.
Indtil 1803 var Salzburgs ærkebiskop hersker over byen og det omkringliggende område, der var et suverænt land i det Tysk-Romerske Rige. I 1803 blev Salzburg et sekulært kurfyrstendømme under storhertug Ferdinand 3. af Toscana. I 1805 blev Salzburg en del af det nyoprettede østrigske kejserrige. I 1810 blev Salzburg indlemmet i Bayern for efter Wienerkongressen atter at tilfalde Østrig i 1816.
Under ærkebiskop Wolf Dietrich von Raitenau blev bl.a. katedralen i Salzburg bygget.

## Det 20. århundrede
Under 2. verdenskrig undgik byen store ødelæggelser. Selv om byens broer og kuplen på katedralen blev ødelagt, forblev mange af bygningerne i barokstil intakte.
I 1965 blev filmen The Sound of Music optaget i byen Salzburg og forbundslandet Salzburg.

## Transport
Byens lufthavn er Salzburg Airport W. A. Mozart der ligger 4 kilometer fra byens centrum og 5–20 minuter med tog fra Salzburgs hovedbanegård.
Flyselskabet Sterling fløj tidligere direkte til Salzburg fra København, men i forbindelse med selskabets konkurs blev ruten indstillet. En del af Sterlings rutenet blev overtaget af Cimber Sterling, der ifølge selskabets hjemmeside overvejer at genoptage direkte flyvninger.
Fra Salzburg fører kabelbanen Festungsbahn Salzburg op til Festung Hohensalzburg, byens gamle borg.

## Kendte folk fra byen
- Wolfgang Amadeus Mozart blev født og voksede op i Salzburg. Hans fødehjem og barndomshjem er populære turistattraktioner.
- Forfatteren Stefan Zweig boede i Salzburg i 15 år indtil 1934.
- Herbert von Karajan var en betydningsfuld musiker og dirigent, som blev født i Salzburg.

## Begivenheder
- Festspillene i Salzburg (tysk: Salzburger Festspiele) er en verdenskendt musikfestival, som afholdes hvert år i juli og august.